# Аропалюс ферус
Аропалюс ферус (лат. Arhopalus ferus) — вид жуков-усачей из подсемейства спондилидинов. Распространён в Европе, Северной Африке, Малой Азии и Ближнем Востоке. Личинки развиваются внутри сосны, реже ели. Длина тела взрослого насекомого 10—27 мм. На личинок данного вида усачей охотятся жуки-щелкуны вида Thoramus wakefieldi.